# F5ネットワークス
F5ネットワークスジャパン（エフファイブネットワークスジャパン）は、東京都港区に本社を置くアメリカ合衆国のF5 Networks.Incの日本法人である。
F5 Networks.Incは、アメリカ合衆国ワシントン州シアトルに本社に置くロードバランサー、SSL-VPN等のネットワーク・アプライアンス製品を開発、製造、販売する企業である。日本を含む各国に現地法人として子会社を設立している。

## 沿革

### F5 Networks.Inc
- 1996年 - アメリカ、ワシントン州シアトルにF5 Networks Inc.を設立
- 1999年 - NASDAQへ株式上場
- 2001年 - ノキアと業務提携し、BIG-IPシリーズのOEM供給を開始（2003年にOEM供給は終了している）
- 2003年 - SSL-VPNの開発、製造を行っていたuRoam社を買収
- 2004年 - Webアプリケーション・ファイアウォールの開発、製造を行っていたMagniFire WebSystems社を買収
- 2005年 - WAN高速化製品の開発、製造を行っていたSwan Labs社を買収
- 2007年 08月06日- Acopia Networksファイル仮想化製品の開発、製造を提供する会社を買収
- 2009年 - 次世代クラウドに対応する「BIG-IP v10」発表
- 2010年 - 日本国内でのカスタマーサポートの拡充
- 2012年 02月22日- Traffix Systemsキャリアネットワーク向けDiameterシグナリング・ソリューションのリーディング企業を買収
- 2013年 02月11日- Linerate Systems Software-Defined Networking (SDN) サービスの開発会社を買収
- 2013年 08月29日- BIG-IP800日本市場のみを対象にBIG-IPエントリーモデルを発売
- 2013年 09月17日- Versafeオンライン詐欺対策サービスを提供する会社を買収
- 2014年 05月22日- Defense.Netネットワークとデータセンター、アプリケーションに対するDDoS攻撃の防御ソリューションを提供する会社を買収
- 2015年 Application Defined Networking（ADN）ソリューションを提供するCloudWeaver（以前はLyatissだった）を買収。金額は非公開[1]
- 2019年 03月11日- NGINX社（nginxを開発するウェブサーバおよびアプリケーションサーバ・ベンダ）を6億7000万ドルで買収[2][3][4]

#### F5ネットワークスジャパン
- 2000年 - 東京都港区にF5ネットワークスジャパン株式会社を設立
- 2005年 - 東京都港区にサポートコールセンターを設立
- 2006年 - 東京都港区にテクノロジーセンターを設立
- 2007年 - 大阪市北区に西日本支社を設立

#### 社名の由来
日本の気象学者、藤田哲也シカゴ大学名誉教授が考案した竜巻の強度分類であるFスケールにおける最大級の階級「F5」にちなんで名付けられた。

## 事業所
- 東京本社 - 東京都港区赤坂4-15-1　赤坂ガーデンシティ19階
- 西日本支社 - 大阪府大阪市北区梅田2-2-2 ヒルトンプラザウエストオフィスタワー18階

## 製品
VIPRION（ヴィプリオン）
アプリケーション・デリバリ・コントローラ製品。
BIG-IP
F5ネットワークスの最も代表的な製品で、ローカル及び広域の負荷分散、トラフィック制御を行う製品である。
レイヤ4に加え、レイヤ7での細かな制御を行うことができる。
FirePass
SSL-VPN製品。元は2003年7月に買収したuRoam社の製品である。
ARX
ファイルストレージ仮想化製品。

## 日本国内の代理店
日本国内では、正式代理店として、一次代理店、二次代理店で販売体制が組織されている。
- 一次代理店：
  - F5 Value Added Distributor (VAD)
  - F5 Value Added Reseller (VAR)
  - F5 Distributor (Disti)
- 二次代理店：
  - F5 Advantage Partner (ADC,ARX)

2010年11月1日以降は、UNITYという新たなパートナー制度が開始された。
- F5 Value Added Distributor (VAD)
  - NTTアドバンステクノロジ
  - テクマトリックス株式会社
  - 東京エレクトロンデバイス株式会社
- F5 Value Added Reseller (VAR)
  - 伊藤忠テクノソリューションズ株式会社
  - 日本電気通信システム株式会社
  - ネットワンシステムズ株式会社
- F5 Distributor (Disti)
  - 株式会社ネットワールド
- F5 Advantage Partner (ADC,ARX)
  - 株式会社インターネットイニシアティブ
  - エス・アンド・アイ株式会社
  - NRIセキュアテクノロジーズ株式会社
  - NECネッツエスアイ株式会社
  - NTTデータ先端技術株式会社
  - 兼松エレクトロニクス株式会社
  - キヤノンITソリューションズ株式会社
  - クオリカ株式会社
  - 新日鉄ソリューションズ株式会社
  - ソフトバンク・テクノロジー株式会社
  - 株式会社ソリトンシステムズ
  - デジタルテクノロジー株式会社
  - 日本ビジネスシステムズ株式会社
  - 日本ヒューレット・パッカード株式会社
  - 株式会社野村総合研究所
  - 株式会社BSNアイネット
  - 株式会社日立システムズ
  - 富士通株式会社
  - 株式会社富士通ソーシアルサイエンスラボラトリ
  - 三井情報株式会社
  - ユニアデックス株式会社
- F5 SOC PARTNER
  - 伊藤忠テクノソリューションズ株式会社
  - SCSK株式会社
  - NRIセキュアテクノロジーズ株式会社
  - SecureWorks Japan株式会社
  - 株式会社セキュアヴェイル
  - 三井物産セキュアディレクション株式会社
  - 株式会社ISAO
  - 株式会社ピーエスシー
  - 株式会社ブロードバンドセキュリティ
  - 日本電気株式会社
  - NECネッツエスアイ株式会社
  - 日商エレクトロニクス株式会社
- F5 CLOUD PARTNER
  - 株式会社ISAO
  - クラウドエース株式会社
  - クラスメソッド株式会社
  - 株式会社サーバーワークス
  - 日本ビジネスシステムズ株式会社
  - 株式会社FIXER
- INTEGRATION PARTNER
  - クロス・ヘッド株式会社